# Larzac (Dordogne)
Larzac is een gemeente in het Franse departement Dordogne (regio Nouvelle-Aquitaine) en telt 140 inwoners (2008). De plaats maakt deel uit van het arrondissement Sarlat-la-Canéda.

## Geografie
De oppervlakte van Larzac bedraagt 6,78 km², de bevolkingsdichtheid is 21 inwoners per km².

## Demografie
Onderstaande figuur toont het verloop van het inwonertal (bron: INSEE-tellingen).